# ریدان (خواننده)
ریدان (انگلیسی: Ridan؛ زادهٔ ۲۳ ژوئن ۱۹۷۵) خواننده رپ اهل فرانسه است. وی از سال ۲۰۰۴ میلادی تاکنون مشغول فعالیت بوده‌است.
از فیلم‌ها یا برنامه‌های تلویزیونی که وی در آن نقش داشته‌است می‌توان به نیمکت‌های پارک اشاره کرد.

## آلبوم‌ها
- ۲۰۰۴: Le rève ou la vie (سونی میوزیک)
- ۲۰۰۷: L'ange de mon démon (سونی میوزیک)
- ۲۰۰۹: L'un est l'autre (سونی میوزیک)
- ۲۰۱۲: Madame la République [Les Fleurs, le Béton]